# Halsteadium petiolatum
Halsteadium petiolatum is een vliesvleugelig insect uit de familie bronswespen (Chalcididae). De wetenschappelijke naam is voor het eerst geldig gepubliceerd in 1992 door Boucek.